# André Grabar
André Grabar és un historiador de l'art francès d'origen ucraïnés, nascut a Kíiv el 26 de juliol de 1896 i mort el 3 d'octubre de 1990 a París.
Va ser professor d'arqueologia romana d'Orient al Collège de France i membre de l'Acadèmia de les inscripcions i llengües antigues, se'l considera un dels fundadors de la història de l'art romà d'Orient al segle xx.

## Biografia
Va estudiar a la facultat de Lletres de Sant Petersburg, on va ser alumne d'historiadors com a N. Kondakov i D. Ainalov, André Grabar va emigrar de Rússia el 1920. Inicialment va establir-se a Bulgària, on va ser conservador adjunt del Museu arqueològic de Sofia durant tres anys.
Més endavant es va establir a París, on serà alumne de Gabriel Millet. Aquest era el fundador de l'escola romana d'Orient francesa entorn de la seva càtedra al Collège de France i del seu seminari a l'Escola d'Alts Estudis parisenca. Grabar, després d'una estada universitària inicial a Estrasburg, va succeir al seu mestre Gabriel Millet el 1937 a l'École partique des Hautes Études («Escola pràctica d'Alts Estudis»). Més endavant, el 1946, va aconseguir una càtedra d'arqueologia romana d'Orient al Collège de France, que va ocupar fins al 1966.

## Obres
- L'empereur dans l'art byzantin (1936)
- Martyrium (1943)
- Le premier art chrétien (1967)
- Los orígenes de la estética medieval, Madrid, Siruela, ISBN  84-9841-063-0
- L'iconoclasme byzantin (1957).
- Les voies de la création en iconographie chrétienne (1978).